# Esseker Wochenblatt
Esseker Wochenblatt je bio hrvatski tjednik na njemačkom iz Osijeka. 

## Povijest
Ove novine su počele izlaziti travnja 1881. godine, a prestao izlaziti u svibnju 1881. godine. Izlazio je nedjeljom. Urednik i izdavač bio je Eugen Rupert.